# AS Rispoli Villeurbanne
L'AS Rispoli Villeurbanne est un club d'athlétisme spécialisé en course sur route et fondé par Joseph Rispoli, qui en est le président.
Les entraînements ont lieu chaque mercredi à partir de 17h30 au Stade Marie Thérèse Eyqueim à Villeurbanne et
sont encadrés par un entraîneur diplômé : Bernard Tranchant.

## Sportifs
Nous avons pu compter parmi nos licenciés du club, plusieurs athlètes de haut niveau comme:
- Égide Manirakiza : Coureur International (Burundi),
- Cédric Fleurton Triathlète International,
- Pasteur Nyabenda : Coureur International (Burundi),
- Franky Batelier : Triathlète International,
- Jean-Franck Proieto double vainqueur de la Saintélyon Champion de France V2 de Marathon 2011 en 2h36 (Nice Canne)